# Frozen (chanson)
Pour les articles homonymes, voir Frozen.
 (novembre 2010).
Si vous disposez d'ouvrages ou d'articles de référence ou si vous connaissez des sites web de qualité traitant du thème abordé ici, merci de compléter l'article en donnant les références utiles à sa vérifiabilité et en les liant à la section « Notes et références ».
Singles de Madonna
Another Suitcase in Another Hall
(1997) Ray of Light
(1998)
Pistes de Ray of Light
Shanti/Ashtangi
(8) The Power of Good-Bye
(10)
Frozen (Glacé) est une chanson pop de la chanteuse américaine Madonna, issu de son album Ray of Light, la chanson coécrite avec Patrick Leonard et produite par William Orbit, sortie en single en février 1998. Frozen est un de ses plus grands hits et connait un grand succès à l'échelle mondiale, également en termes de ventes puisqu'il s'est vendu à plus de 7 millions d'exemplaires dans le monde.

## Contexte de réalisation de la chanson
La chanson Frozen est un changement radical pour Madonna, elle vient de mettre au monde son premier enfant et elle a joué ce qui représente le plus grand rôle de sa carrière dans Evita, les cours de chant pris lors du tournage lui confèrent une voix plus mûre et sa collaboration avec William Orbit lui offre un son électronique plus sombre et une sensibilité accrue avec les arrangements de Craig Armstrong (déjà avec Massive Attack pour I Want You).

## Promotion
La chanson est sortie le 23 février en Europe et le 4 mars aux États-Unis, la promotion du single était relativement élaborée. WEA France a fait envoyer à quelques médias (presses et radios) par un coursier, un exemplaire promotionnel du CD single accompagné d'une glace Häagen-Dazs. La boîte qui la contenait indiquait « Frozen – Le grand frisson de ce début d'année ».
Le single sort également en vinyle. Un 45 tours sort aux États-Unis sans pochette. De plus, pour la première fois, les exemplaires promotionnels du CD single contiennent un extrait du morceau de douze secondes afin d'être utilisé pour les répondeurs téléphoniques.

## Clip vidéo
Le clip vidéo a été entièrement tourné le 7 et 8 janvier 1998 dans les plaines rocailleuses du désert des Mojaves, en Californie. Il est réalisé par le vidéo-plasticien britannique Chris Cunningham, de manière générale, le clip est fortement inspiré des films Le Patient anglais et Un thé au Sahara. Ce clip n'a pas vraiment d'histoire, on peut y voir Madonna vêtue d'une robe noire dessinée par Jean Paul Gaultier d'où l'air s'engouffre avant de se transformer en dobermann ou en corbeau. Madonna, qui fait ses débuts dans le Centre de la Kabbale, arbore un cordon rouge au poignet pour la première fois dans une œuvre audiovisuelle, ses mains sont peintes au henné et le creux de celle-ci contient l'inscription Om̐. La vidéo, qui contient des effets spéciaux et dont la photographie est réalisée par le directeur franco-Iranien Darius Khondji (Fever et Evita), remporte le prix des meilleurs effets spéciaux lors des MTV Video Music Awards 1998

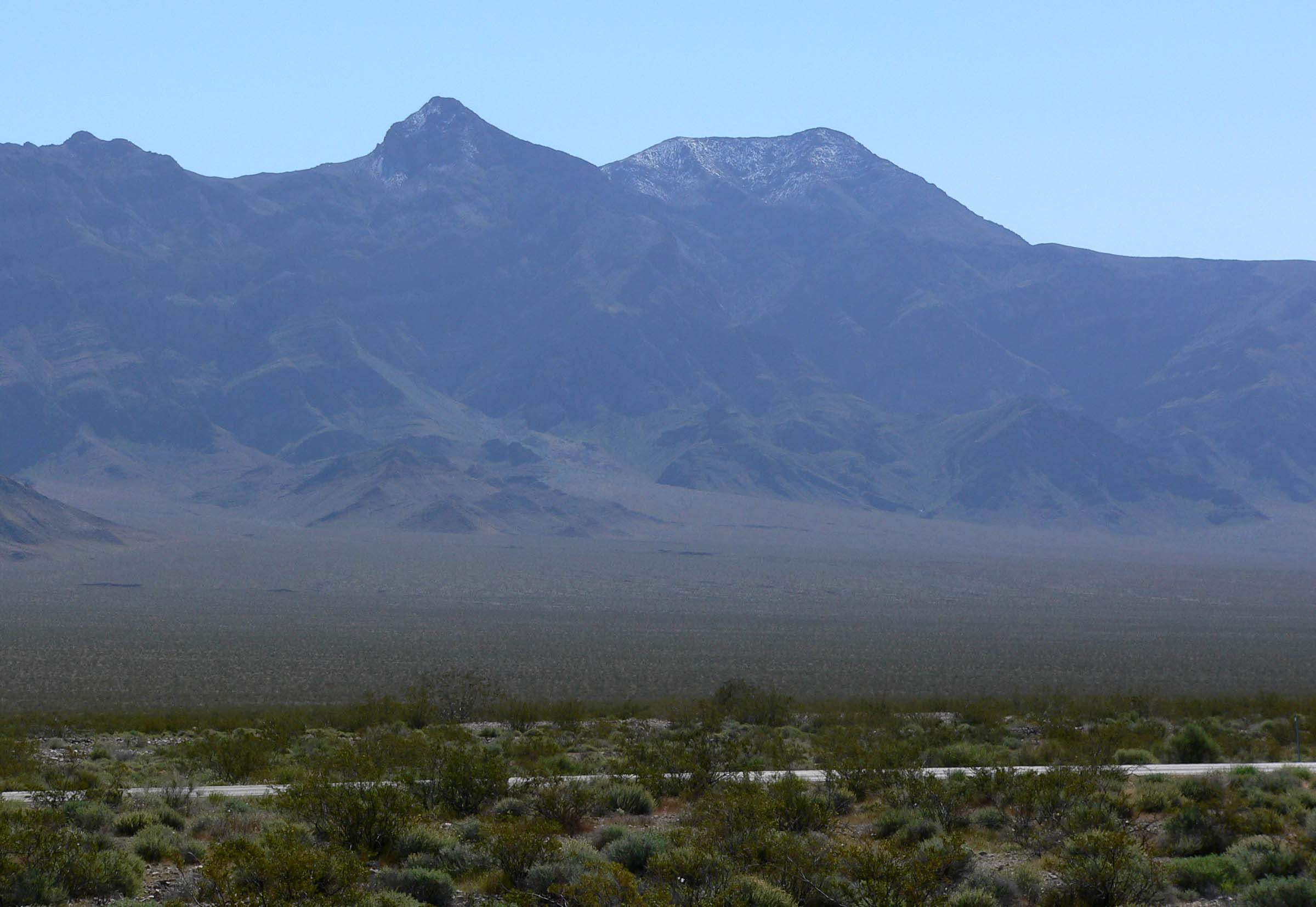
Désert des Mojaves (Californie)

La vidéo a été diffusée le 12 février 1998 en Europe et le 16 sur MTV aux États-Unis. Il existe également deux versions vidéo remixées par Dan-O-Rama productions avec les remixes Stereo MC's Mix et Calderone Club Mix.
- Directeur : Chris Cunningham
- Producteur : Nick Wrathall
- Directeur de la photographie : Darius Khondji
- Montage : Gary Knight
- Compagnie productrice : Black Dog Films
- Lieu : désert des Mojaves
- Costumes : Jean-Paul Gaultier

## Crédits
- Parolier : Madonna et Patrick Leonard
- Producteur : Madonna, William Orbit et Patrick Leonard
- Claviers : Marius De Vries
- Programmation : Marius De Vries
- Arrangements cordes : Craig Armstrong
- Arrangements : Patrick Leonard

## Versions
Les versions de Frozen incluent des remixes par William Orbit, Stereo MC's et Victor Calderone.
1. Radio Edit 5:09
2. Album Version 6:11
3. Hook For Call Out Research 0:18
4. Stereo MC's Remix Edit 4:52
5. Stereo MC's Remix 5:45
6. Victor Calderone Extended Club Mix Edit 4:37
7. Victor Calderone Extended Club Mix 11:17
8. Victor Calderone Drumapella 5:08
9. William Orbit Meltdown Mix 8:09
10. William Orbit Widescreen Mix 6:32
11. William Orbit Drumapella 5:15

## Classements
| Pays                   | Meilleure position | Pays                     | Meilleure position |
| ---------------------- | ------------------ | ------------------------ | ------------------ |
| Australie ARIA         | 5                  | Autriche                 | 2                  |
| Belgique               | 3                  | Brésil                   | 1                  |
| Canada                 | 2                  | Danemark                 | 4                  |
| Pays-Bas               | 2                  | Europe Eurochart Hot 100 | 2                  |
| France                 | 2                  | Allemagne                | 2                  |
| Irlande                | 4                  | Italie FIMI              | 1                  |
| Japon Oricon           | 1                  | Mexique                  | 1                  |
| Nouvelle-Zélande RIANZ | 5                  | Norvège                  | 1                  |
| Espagne                | 1                  | Suède                    | 2                  |
| Suisse                 | 2                  | Royaume-Uni              | 1                  |

| États-Unis                    | Meilleure position |
| ----------------------------- | ------------------ |
| Billboard Hot 100             | 2                  |
| Billboard Hot Dance Club Play | 1                  |
| Billboard Top 40 Mainstream   | 4                  |
| United Chart                  | 2                  |

## Procès en Belgique

### Accusation
Le 22 octobre 2005, Madonna est accusée de plagiat par le compositeur belge Salvatore Acquaviva au tribunal de Mons contre Warner, EMI et Sony, éditeurs musicaux de la chanson. 
L'avocat Victor-Vincent Dehin s'est attelé à démontrer que quatre mesures de Frozen sont similaires à celles de Ma vie fout l'camp, une œuvre composée en 1979 par son client, Acquaviva. Me Dehin, a expliqué que Madonna, séjournant à Mouscron à la fin des années 1970, avait été approchée par le producteur d'Acquaviva et qu'elle était alors une des danseuses des Chocolat's. 
L'accusation demandait que le titre soit interdit de vente et de diffusion sous peine d'une astreinte de 350 000 euros. La défense qui considérait comme non-fondées les preuves avancées par les demandeurs, réclamait de son côté 25 000 euros pour procédure vexatoire et téméraire. L’avocate, représentant les intérêts de Madonna et les maisons de productions Warner, EMI et Sony, a interjeté appel du jugement rendu le 18 novembre 2005. Ce qui suspendra par conséquent, la décision d’interdiction pour plusieurs mois.

### Ordonnance du tribunal
Dans une lettre adressée au juge le 23 juin 2005, Madonna avait de son côté indiqué qu'elle n'avait jamais séjourné à Mouscron durant cette période, mais bien à Paris. Pour le juge, il s'agissait là d'un mensonge, au vu des nombreux témoignages faisant état de la présence de la chanteuse à Mouscron en 1979, aux côtés de Jean Vanloo et de Patrick Hernandez. Selon l'ordonnance du tribunal, Madonna avait séjourné à l'hôtel Elberg, travaillait comme danseuse dans un club de Lille et chantait des titres à la demande de Vanloo, « Elle avait donc bien accès à l'information musicale qui a été retravaillée deux décennies plus tard dans Frozen ».
Mais, au terme d'une enquête de plusieurs semaines, un magazine flamand démontre que Madonna s'était rendue fin mai à Paris, où elle était restée un peu plus d'un mois et a regagné New York le 8 juillet sur un vol de Capitol Air Lines. Toutes les personnes qui fréquentaient Jean Vanloo à l'époque ont expliqué que la star n'a jamais séjourné en Belgique.
Aussi, Les témoins qui affirmaient le contraire semblent confondre Madonna avec une autre danseuse, également découverte par le producteur en 1979 à New York. Il s'agirait d'une certaine Debbie, dont l'apparence et le mode de vie coïncident avec les descriptions. Le conseil des trois maisons de disques concernées fait appel de l'ordonnance

### Action en appel
Comme en première instance, Me Dehin a plaidé l'interdiction de vente et de diffusion de Frozen en Belgique et la notification de cette mesure aux distributeurs et médias, sous peine d'amendes uniques de 125 000 euros pour les maisons de disques (l'une pour l'interdiction de vente, l'autre pour la diffusion). De même, à la suite de l'appel introduit par ces dernières, l'avocat réclame un euro symbolique pour procédure téméraire et vexatoire, demande formulée également par Me Brison, pour la première action et propose également de réduire l'astreinte à 1 000 euros par jour de retard. 
Le 17 octobre 2006, les parties ont à nouveau fait l'analyse comparative des deux titres et sont revenues sur les possibilités d'accès, pour la chanteuse américaine, à l’œuvre du compositeur mouscronnois. Les trois maisons de disques à l'initiative de cette action en appel, ont porté à la connaissance de la cour les résultats de trois rapports d'experts musicologues (dont un Belge). Par une méthode technique, appuyée d'exemples antérieurs, ceux-ci montrent que deux mesures litigieuses sont communes dans le domaine de la chanson populaire.

### Nouveau fait
Le 7 décembre 2006, la cour de Mons suspend sa décision, par le jugement du 18 novembre 2005. La cour a pris connaissance d'un nouveau fait. Les deux parties sont accusées de plagiat par Edouard Scotto Di Suoccio, plainte déposée devant le tribunal de grande instance de Paris par, la société Tabata Music et Atoll Music, revendiquant l'originalité et l'antériorité de Bloodnight (1982) par rapport à Ma vie fout l'camp (1993) et à Frozen (1998). 
À la suite de cette action, introduite par une citation du 20 octobre 2006, les éditeurs musicaux, à l'initiative de la procédure en appel, ont déposé une requête en réouverture des débats. Requête à laquelle la cour a donc fait droit, considérant que cet élément neuf a une incidence sur « l'appréciation de l'originalité et de l'antériorité de Ma vie fout l'camp, et par voie de conséquence, sur l'appréciation du fondement des appels ». 
Selon les avocats de Salvatore Acquaviva, l'affaire pourra être jugée à Mons quand il aura été fait rapport des nouveaux éléments, et sans attendre une décision du tribunal de grande instance de Paris. La date du procès dans la capitale française n'est pas fixée, elle ne le sera que quand le demandeur se manifestera avec un dossier complet.

### Épilogue: Madonna blanchie (2014)
En février 2014, près de neuf ans après le début de la procédure, le compositeur Salvator Acquaviva est débouté, la cour estimant qu’il n’y avait pas eu plagiat.
La cour s’est basée sur la notion d’originalité. Au cœur de la polémique, seule une partie de la chanson du compositeur mouscronnois, qui se retrouve de manière claire dans le titre de Madonna. Selon le jugement rendu le 3 février 2014, cette mélodie ne serait pas suffisamment originale, puisqu'on la retrouve dans d’autres chansons.
À la suite de ce jugement, le titre Frozen est de nouveau proposé dans le commerce en Belgique, et l'interdiction de diffusion en radio est levée. 
Salvator Acquaviva devra finalement verser 1 320 euros aux trois éditeurs musicaux qu'il accusait.